# C-232
La antigua comarcal C-232 era una carretera que comunicaba El Grao de Castellón, en la provincia de Castellón, con La Puebla de Valverde, en Teruel.

## Nomenclatura
La antigua carretera C-232 pertenecía a la red de carreteras comarcales del Ministerio de Fomento. Su nombre está formado por: C, que indica que era una carretera comarcal de nivel estatal; y el 232 es el número que recibe según el orden de nomenclaturas de las carreteras comarcales, según donde comiencen, su distancia a Madrid y si son radiales o transversal respecto a la capital.

## Trazado actual
Actualmente, como todas las carreteras comarcales, la C-232 no existe como tal, sino que ha sido transferida a las diferentes corporaciones autonómicas, y han visto modificado su nomenclatura.

### Renombramiento
- Avda. Hermanos Bou : Entre El Grao de Castellón y Castellón de la Plana.
- CV-16 : Entre Castellón de la Plana y Alcora.
- CV-190 : Entre Alcora y el L.P. de Teruel.
- A-232 : Entre el L.P. de Castellón y La Puebla de Valverde.

- Datos: Q5674710